# Live at Eindhoven
A Live at Eindhoven a Testament nevű thrash metal együttes első koncertlemeze, amely 1987-ben jelent meg a Megaforce Recordsnál. A felvétel a hollandiai Dynamo Open Air fesztiválon készült. A koncert hangulatát látva a kiadó úgy döntött, hogy az első Testament albumról lemaradt Reign of Terror c. dallal kiegészítve négy szám koncertváltozatát egy EP-n megjelentetik.
2009-ben a Prosthetic Records adta ki végül a teljes koncert anyagát.

## Dalok

### Eredeti kiadás
1. Over the Wall – 5:38
2. Burnt Offerings – 4:52
3. Do or Die – 5:24
4. Apocalyptic City – 5:54
5. Reign of Terror (stúdiófelvétel) – 4:31

### 2009-es kiadás
1. Disciples of the Watch – 4:48
2. The Haunting – 4:49
3. Apocalyptic City – 6:22
4. First Strike is Deadly – 3:52
5. Burnt Offerings – 5:08
6. Alex Skolnick Guitar Solo – 1:52
7. Over the Wall – 4:37
8. Do or Die – 5:23
9. Curse of the Legion of Death (C.O.T.L.O.D.) – 3:32
10. Reign of Terror – 5:18

## Közreműködők
- Chuck Billy – ének
- Eric Peterson – gitár
- Alex Skolnick – szólógitár
- Greg Christian – basszusgitár
- Louie Clemente – dob

## Külső hivatkozások
- Testament hivatalos honlap
- Testament myspace oldal